# A Szovjetunió himnusza
A Szovjetunió Himnusza ( Гимн СССР?*) a Szovjetunió nemzeti himnusza volt. A szövegét Szergej Mihalkov, zenéjét pedig Alekszandr Alekszandrov (1883–1946) írta. Ez a himnusz került 1944. március 15-én az Internacionálé helyére, amely előzőleg az ország nemzeti himnusza volt, abból a meggyőződésből, hogy a szovjet katonák jobban együtt tudnak érezni egy olyan hazafias dallal, amely csupán az országról szól, mint egy nemzetközi mozgalmi indulóval.
Az eredeti szövegben voltak utalások Sztálinra, ám a személyi kultusz megszűnése után ezen utalások elfogadhatatlanná váltak, ezért 1955-től 1977-ig a himnusz szövegét nem énekelték. 1977 után a szöveget módosították, és a Sztálinra való utalásokat elhagyták. A Szovjetunió 1991-es felbomlása után Oroszország új himnuszt választott. 2000-ben visszaállították a régi szovjet himnuszt, amelyhez Szergej Mihalkov új szöveget írt.

## Az 1977-es szöveg
Союз нерушимый республик свободных 

Сплотила навеки Великая Русь. 

Да здравствует созданный волей народов 

Единый, могучий Советский Союз!
Припев: 

Славься, Отечество наше свободное, 

Дружбы народов надёжный оплот! 

Партия Ленина – сила народная 

Нас к торжеству коммунизма ведёт!
Сквозь грозы сияло нам солнце свободы, 

И Ленин великий нам путь озарил: 

На правое дело он поднял народы, 

На труд и на подвиги нас вдохновил!
Припев.
В победе бессмертных идей коммунизма 

Мы видим грядущее нашей страны, 

И Красному знамени славной Отчизны 

Мы будем всегда беззаветно верны!
Припев.

## Eredeti szöveg (1944)
Союз нерушимый республик свободных 

Сплотила навеки Великая Русь 

Да здравствует созданный волей народов 

Единый, могучий Советский Союз!
Припев:
Славься, Отечество наше свободное,

Дружбы народов надёжный оплот! 

Знамя советское, знамя народное 

Пусть от победы, к победе ведёт!
Сквозь грозы сияло нам солнце свободы, 

И Ленин великий нам путь озарил: 

Нас вырастил Сталин – на верность народу, 

на труд и на подвиги нас вдохновил!
Припев.
Славься, Отечество наше свободное,

Счастья народов надёжный оплот! 

Знамя советское, знамя народное 

Пусть от победы, к победе ведёт!
Мы армию нашу растили в сраженьях, 

Захватчиков подлых с дороги сметём! 

Мы в битвах решаем судьбу поколений, 

Мы к славе Отчизну свою поведём!
Припев.
Славься, Отечество наше свободное,

Славы народов надёжный оплот! 

Знамя советское, знамя народное 

Пусть от победы, к победе ведёт!

## Felvételek
- Alekszandr Vasziljevics Alekszandrov – Szergej Vlagyimirovics Mihalkov:  A Szovjetunió himnusza. A Magyar Rádió és Televízió Kórusa  YouTube (1997. szeptember 6.)  (Hozzáférés: 2017. január 22.) (audió)
- Alekszandr Vasziljevics Alekszandrov – Szergej Vlagyimirovics Mihalkov:  Soviet National Anthem [hungarian]. YouTube (2012. június 14.)  (Hozzáférés: 2017. január 22.) (audió)
- Alekszandr Vasziljevics Alekszandrov – Szergej Vlagyimirovics Mihalkov:  A Szovjetunió himnusza - szimfonikus zenekarra. A Magyar Rádió és Televízió Szimfonikus Zenekara, vezényel Lehel György  YouTube (1988. június 1.)  (Hozzáférés: 2017. január 22.) (audió)
- Alekszandr Vasziljevics Alekszandrov – Szergej Vlagyimirovics Mihalkov:  Szovjet Himnusz. Állami Hangversenyzenekar, vezényel Koródi András  YouTube (1963. november 30.)  (Hozzáférés: 2017. január 22.) (audió)

## Kapcsolódó lapok
- Orosz himnusz